# NGC 227
NGC 227 este o galaxie lenticulară situată în constelația Balena. A fost descoperită în 1 octombrie 1785 de către William Herschel. De asemenea, a fost observată încă o dată în 26 octombrie 1883 de către Basilius Engelhardt.